# Pierre-Paul Royer-Collard

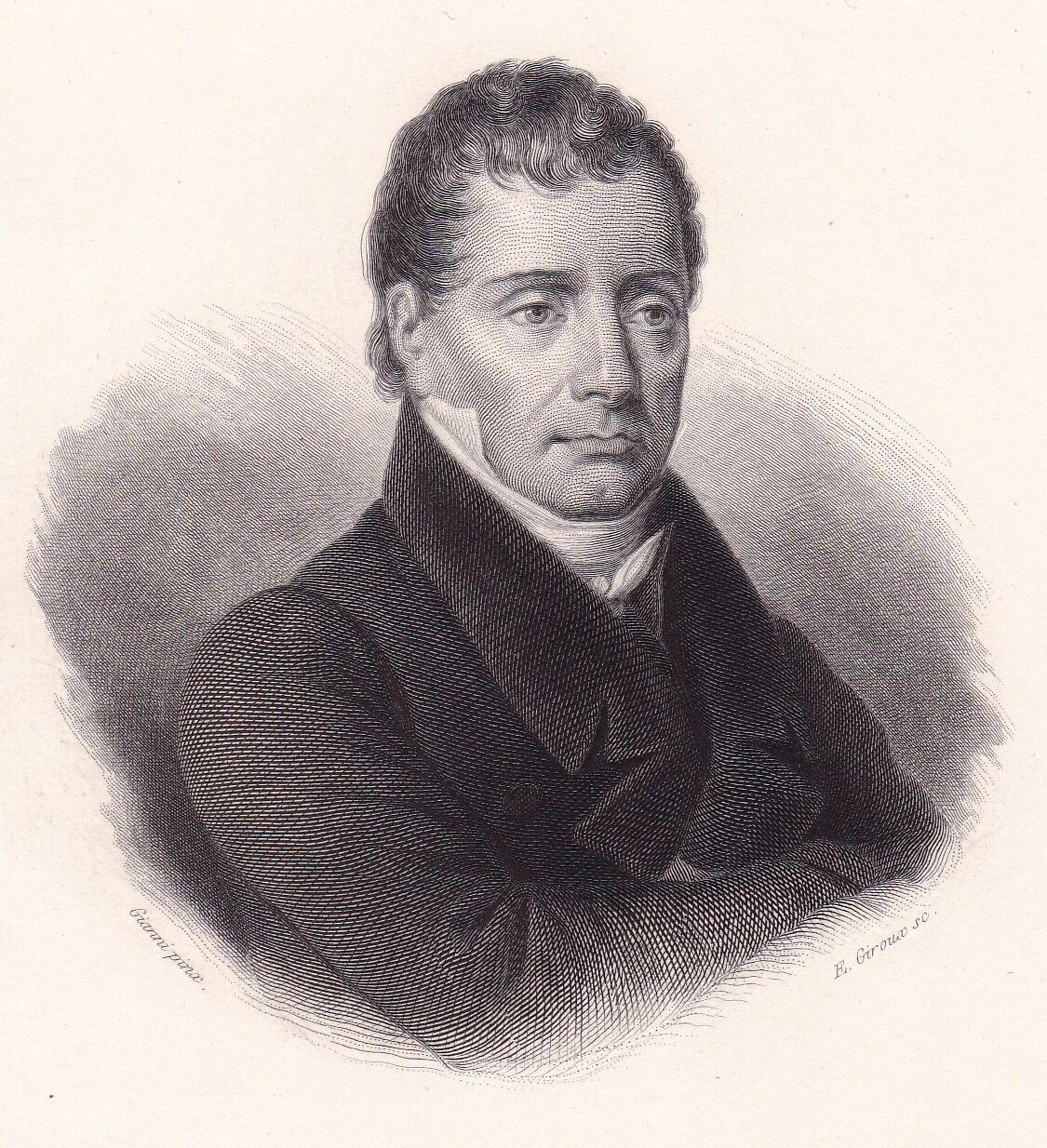
Pierre-Paul Royer-Collard

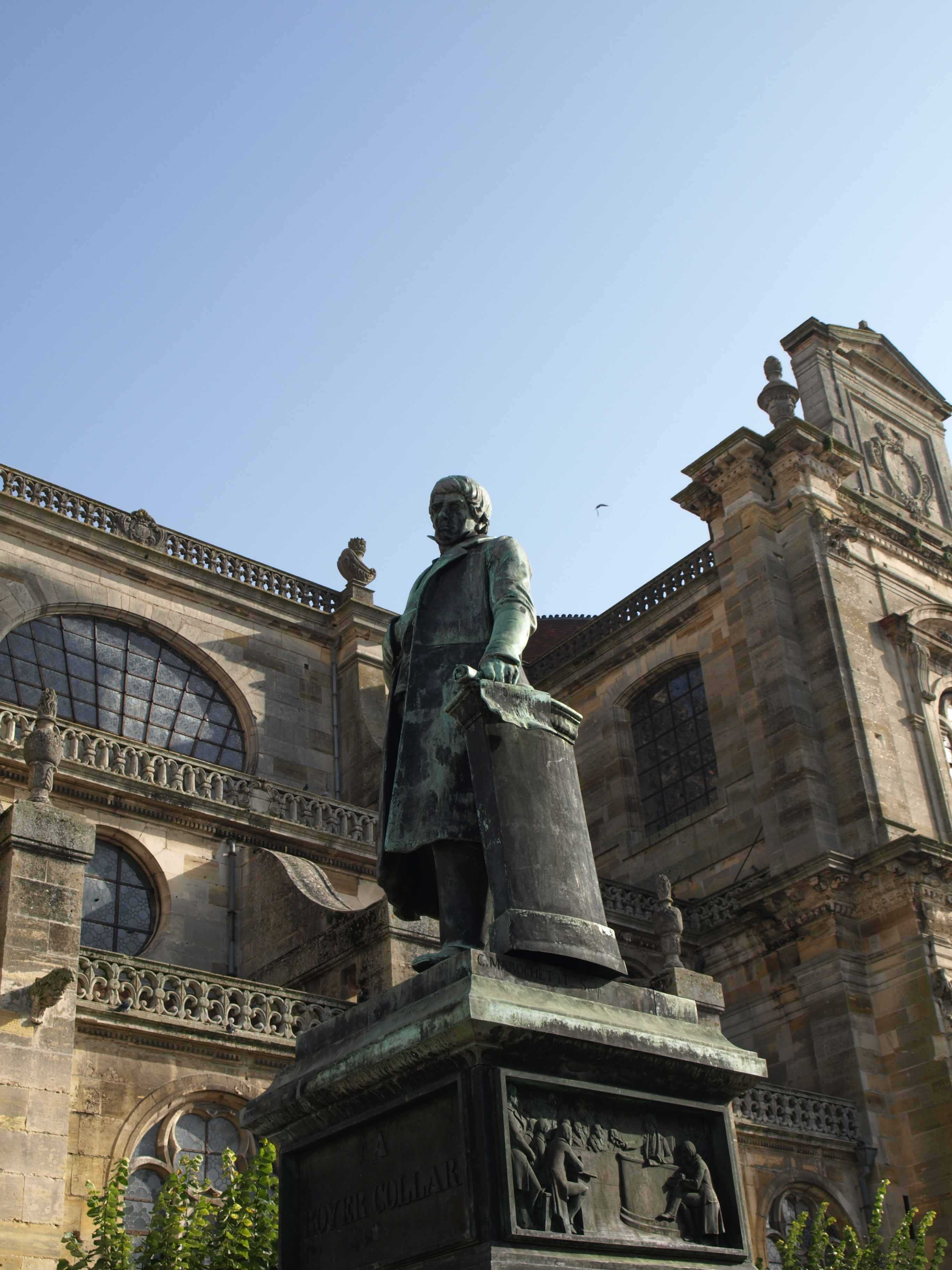
Denkmal für Pierre-Paul Royer-Collard in Vitry-le-François

Pierre-Paul Royer-Collard (* 21. Juni 1763 in Sompuis nahe Vitry-le-François; † 2. September 1845 in Châteauvieux) war ein französischer Philosoph und Politiker. Er war der ältere Bruder des Arztes Antoine-Athanase Royer-Collard.

## Leben
Royer-Collards Vater war Antoine Royer, ein Grundbesitzer, seine Mutter Angélique Perpétue Collard, die als charakterstark und fromm geschildert wird. Ab dem Alter von zwölf Jahren besuchte Pierre-Paul das Collège in Chaumont, das von seinem Onkel, Pater Paul Collard, geleitet wurde. Seinem Onkel folgte er auch nach Saint-Omer, wo Pierre-Paul Mathematik studierte.
Als die Französische Revolution ausbrach, arbeitete Royer-Collard am Pariser Gericht. Er vertrat die Île Saint-Louis in Paris in der Kommune (später die Nationalversammlung), als deren Sekretär er von 1790 bis 1792 diente. Nach dem Umsturz vom 10. August 1792 wurde er durch Jean Lambert Tallien ersetzt. Royer sympathisierte nun mit den Girondisten. Nach dem Aufstand der Pariser Sansculotten musste er nach Sompuis fliehen. Nur die Protektion durch Georges Danton und das couragierte Auftreten seiner Mutter bewahrten Royer-Collard vor der Haft.
1797 entsandte ihn das Département Marne in den Rat der Fünfhundert, wo er insbesondere mit Camille Jordan zusammenarbeitete. In einer berühmten Rede verteidigte er die Religionsfreiheit, musste sich aber nach dem Staatsstreich des 18. Fructidor V (4. September 1797) erneut aus dem politischen Leben zurückziehen. Zu dieser Zeit begann er seine legitimistischen Positionen auszuarbeiten und kommunizierte mit dem Grafen von Provence (später König Ludwig XVIII.). Royer-Collard gehörte federführend zu einem kleinen Komitee, das eine Restauration unabhängig von Grafen d’Artois (später König Karl X.) anstrebte.
Mit der Errichtung der Herrschaft Napoleon Bonapartes (Französisches Konsulat) 1799 löste sich das Komitee auf und Royer-Collard widmete sich zunächst ausschließlich philosophischen Fragestellungen. Aus seinem Studium der Arbeiten von René Descartes und dessen Schülern und seiner Verehrung für die Messieurs de Port-Royal entwickelte Royer-Collard eine Gegenposition zu Étienne Bonnot de Condillac. Er schuf ein Konzept zur Errichtung eines moralischen und politischen Bildungssystems zur Befriedigung der Bedürfnisse Frankreichs.
Von 1811 bis 1814 lehrte er Philosophie an der Sorbonne. Aus dieser Zeit stammt auch seine freundschaftliche Verbindung zu François Guizot.
Mit Wiederherstellung der Monarchie des Hauses Bourbon (Restauration) übernahm Royer-Collard die Funktion eines Presse-Supervisors. Ab 1815 vertrat er das Département Marne in der Abgeordnetenkammer. Von 1815 bis 1820 war er Leiter der Kommission für öffentliche Bildung, musste in dieser Position aber zurücktreten, als er versuchte, lehrenden Brüdern der christlichen Schulen an der Universität von Paris vorbei und ohne universitäre Prüfung akademische Grade zu verleihen.
Trotz seiner legitimistischen Grundhaltung verteidigte Royer-Collard mehrfach Errungenschaften der Französischen Revolution und protestierte 1815, 1820 und unter der Julimonarchie gegen Notstandsgesetze.
Royer-Collard galt als treibende Kraft in der „Partei“ der Doktrinäre (Doctrinaires), zu der auch Guizot gehörte. Man traf sich bei Louis de Beaupoil de Saint-Aulaire und der Tochter von Madame de Staël und Ehefrau von Achille-Léon-Victor de Broglie, Albertine de Broglie. Weitere führende Persönlichkeiten neben Royer-Collard, Guizot und Jordan waren Hercule de Serre und Charles de Rémusat. 1820 wurde Royer-Collard von de Serre aus dem Kreis ausgeschlossen.
1827 gewann Royer-Collard in sieben Wahlbezirken, ging aber erneut für sein Herkunftsdépartement ins Parlament (Abgeordnetenkammer der Départements), dessen Präsident er on 1828 bis 1830 war. Hier kämpfte er gegen die Reaktion, die der Julirevolution von 1830 vorausging. Am 16. März 1830 leitete er die Delegation, die dem König Karl X. die Erklärung der 221 überbrachte. Bis 1839 blieb Royer-Collard Parlamentarier, trat aber nicht mehr wesentlich in Erscheinung.
Royer-Collard hatte eine Professur an der École normale supérieure inne, war Dekan, Leiter der dortigen Druckerei und der Bibliothek sowie Präsident des königlichen Rates der Universität. Am 19. April 1827 wurde er in der Nachfolge für Pierre-Simon Laplace in die Académie française gewählt und am 13. November 1827 von Pierre Daru aufgenommen. Mit dieser Wahl vollzog sich ein erster Schritt der Akademie zu liberalen Ideen hin. Royer-Collard stimmte für die Aufnahme von Guizot und von Victor Hugo, obwohl er diesen bei seiner Vorstellung schlecht behandelte: er tat, so als kenne er weder ihn noch das, was in den 30 vorausgegangenen Jahren über ihn geschrieben worden ist.
Seit 1799 war er mit Mlle. Forges de Châteauvieux verheiratet, zwei Töchter erreichten das Erwachsenenalter.
Von Royer-Collard sind keine maßgeblichen Schriften erhalten. Théodore Simon Jouffroy schloss lediglich einige Fragmente in seine Übersetzung der Werke von Thomas Reid ein. Es existieren Biografien von Prosper de Barante, M. A. Philippe, L. Vingtain und E. Spuller.